# Stennäbbmossa
Stennäbbmossa (Rhynchostegium murale) är en bladmossart som beskrevs av W. P. Schimper in B.S.G. 1852. Stennäbbmossa ingår i släktet näbbmossor, och familjen Brachytheciaceae. Arten är reproducerande i Sverige. Inga underarter finns listade i Catalogue of Life.